# Necrópole da Muralha do Kremlin

A Necrópole da Muralha do Kremlin é um cemitério localizado na Praça Vermelha, em Moscou, junto à muralha onde se localiza o palácio da sede do governo do país. Nela eram enterradas conhecidas e influentes personalidades soviéticas, como o cosmonauta Iuri Gagárin, o mítico marechal Ivan Konev, a comunista alemã Clara Zetkin, o prestigiado escritor Máximo Gorki e líderes políticos, como Josef Stalin, Leonid Brejnev, Mikhail Kalinin, Iúri Andropov, Dmitri Ustinov, Konstantin Chernenko e Viatcheslav Molotov.

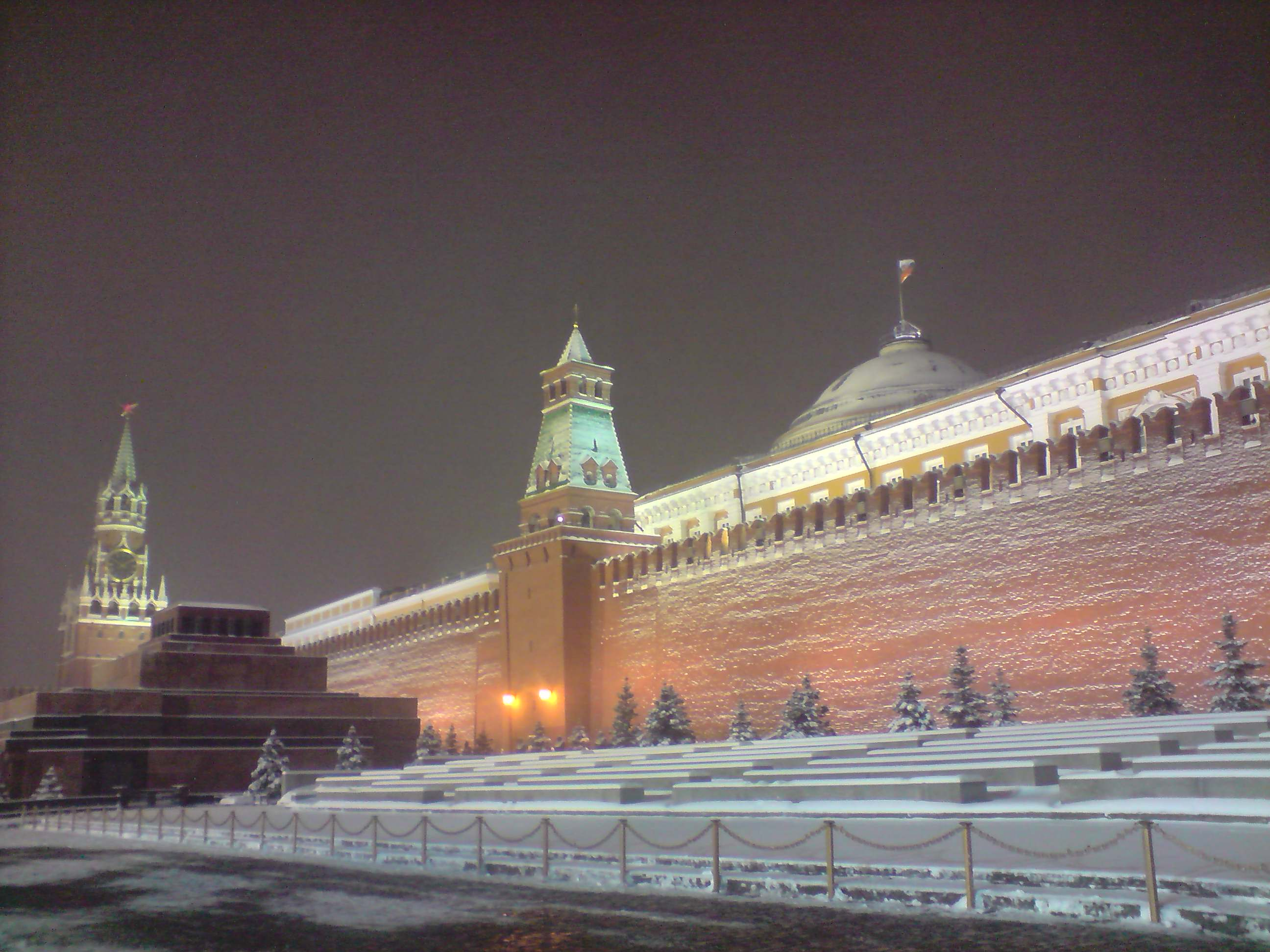
Muralha do Kremlin à noite.

Ser enterrado na muralha do Kremlin era a maior honra que um cidadão soviético poderia receber após a morte, seguido de ser enterrado no cemitério de Novodevitchi. O corpo de Vladimir Lênin, líder da revolução e símbolo do Estado soviético, é preservado em seu mausoléu, em frente à necrópole. A necrópole é constituída de três classes de túmulos:
- Túmulos individuais: reservados para os chefes de estado soviéticos, contendo um busto do falecido.
- Túmulos da muralha: onde importantes personalidades que marcaram história na União Soviética, entre cientistas, políticos, militares, heróis, escritores, partidários, cosmonautas e artistas, eram enterrados. Esses túmulos contém uma placa com o nome completo e as datas de nascimento e morte dos falecidos.
- Túmulos coletivos: os túmulos são localizados rentes à muralha, onde eram enterrados aqueles envolvidos em guerras ou acidentes que causam perdas em massa, como o Túmulo do Soldado Desconhecido com a chama eterna, homenageando os mortos na Grande Guerra Patriótica.

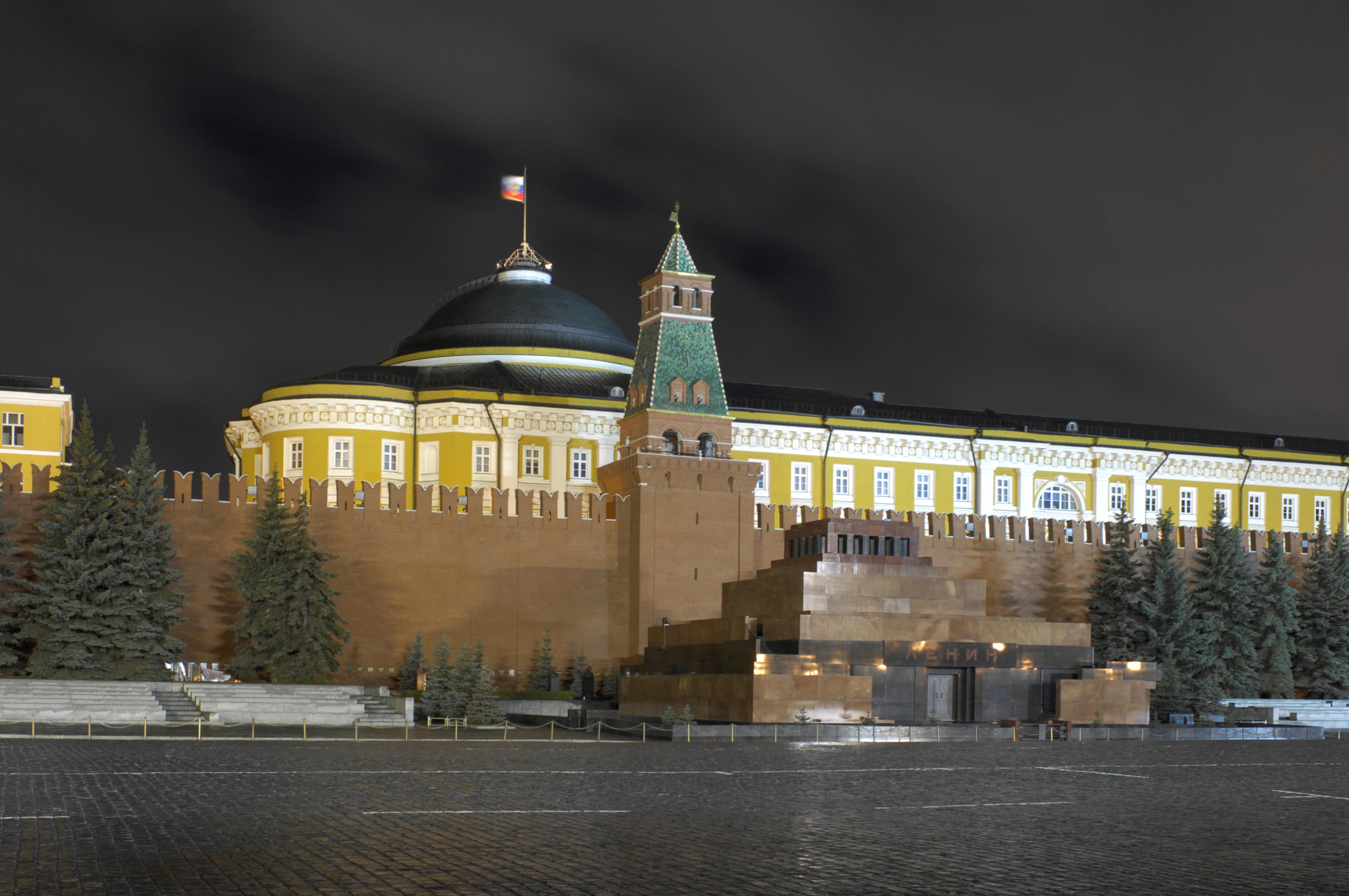
Mausoléu de Lênin.

A ideia de um cemitério na Praça Vermelha surgiu com as perdas em massa do Exército Vermelho, e com um grande número de mortos a serem enterrados, viu-se o jardim do Kremlin como um bom memorial. Poucos anos depois, morre Jakov Sverdlov, que é enterrado aos pés da Muralha do Kremlin. Após a morte de Lênin, surgiu a ideia de sepultá-lo em um memorial, no coração de Moscou, e a partir de então, todos os chefes de estado que passassem pela posição de Lênin e cidadãos que realizassem atos de orgulho pelo país teriam o direito de ser enterrados junto ao líder supremo. Enquanto a Praça Vermelha é o mais conhecido símbolo da Rússia, o Mausoléu de Lênin e a necrópole continuam a ser uma das áreas mais visitadas por turistas, ou mesmo russos.
Konstantin Chernenko, presidente soviético que morreu em 1985, foi a última pessoa a ser enterrada na necrópole. Nikita Khrushchov, apesar de ter sido líder soviético entre 1953 e 1964, perdeu o direito de ser enterrado na muralha, já que foi considerado traidor. Com a morte do presidente Boris Iéltsin, em 2007, houve rumores de que o líder liberal pudesse ser lá enterrado, mas seu corpo acabou por ser sepultado no cemitério de Novodevitchi.

## Lista dos que jazem na necrópole

### Túmulos individuais
| Nome                                     | Cargo                                                                  | Data de sepultamento                                     | Lápide |
| ---------------------------------------- | ---------------------------------------------------------------------- | -------------------------------------------------------- | ------ |
| Jakov Mikhailovitch Sverdlov (1885—1919) | Presidente do Comité Executivo Central de Toda a Rússia                | 18 de março de 1919                                      |        |
| Mikhail Frunze (1885—1925)               | Presidente do Conselho Militar Revolucionário                          | 3 de novembro de 1925                                    |        |
| Félix Dzerjinsky (1877—1926)             | Presidente do Diretório Político Unificado do Estado                   | 22 de julho de 1926                                      |        |
| Félix Dzerjinsky (1877—1926)             | Presidente do Conselho Supremo da Economia Nacional da União Soviética | 22 de julho de 1926                                      |        |
| Mikhail Kalinin (1875—1946)              | Presidente do Soviete Supremo da União Soviética                       | 6 de junho de 1946                                       |        |
| Andrei Jdanov (1896—1948)                | Secretário do Comitê Central do Partido Comunista da União Soviética   | 5 de setembro de 1948                                    |        |
| Andrei Jdanov (1896—1948)                | Membro do Politburo do Partido Comunista da União Soviética            | 5 de setembro de 1948                                    |        |
| Josef Stalin (1878/79—1953)              | Presidente do Conselho de Ministros da URSS                            | 1 de novembro de 1961                                    |        |
| Kliment Vorochilov (1881—1969)           | Presidente do Presidium do Soviete Supremo da URSS                     | 6 de dezembro de 1969                                    |        |
| Kliment Vorochilov (1881—1969)           | Comissário do Povo da Defesa da URSS                                   | 6 de dezembro de 1969                                    |        |
| Semion Mikhailovich Budionny (1883—1973) | Marechal da União Soviética                                            | 30 de outubro de 1973                                    |        |
| Mikhail Suslov (1902—1982)               | Membro do Politburo do Partido Comunista da União Soviética            | 29 de janeiro de 1982                                    |        |
| Mikhail Suslov (1902—1982)               | Secretariado do Comité Central do PCUS                                 | 29 de janeiro de 1982                                    |        |
| Leonid Brejnev (1906—1982)               | Secretário-geral do Partido Comunista da União Soviética               | 15 de novembro de 1982                                   |        |
| Leonid Brejnev (1906—1982)               | Presidente do Presidium do Soviete Supremo da União Soviética          | 15 de novembro de 1982                                   |        |
| Iúri Andropov (1914—1984)                | 14 de fevereiro de 1984                                                |                                                          |        |
| Iúri Andropov (1914—1984)                | 14 de fevereiro de 1984                                                | Secretário-geral do Partido Comunista da União Soviética |        |
| Konstantin Chernenko (1911—1985)         | 13 de março de 1985                                                    |                                                          |        |
| Konstantin Chernenko (1911—1985)         | 13 de março de 1985                                                    | Politburo do Partido Comunista da União Soviética        |        |

### Túmulos na Muralha
| Lado Oeste | Lado Leste |
| --- | --- |
| 1. Sergo Ordjonikidze (1886-1937) 2. Serguei Kirov (1886-1934) 3. Valerian Kuibyshev (1888-1935) 4. Máximo Gorki (1868-1936) 5. Maria Ulianova (1878-1937) 6. Valery Chkalov (1904-1938) 7. Nadejda Krupskaia (1869-1939) 8. Anatoly Serov (1910-1939) 9. Polina Osipenko (1907-1939) 10. Marina Raskova (1912-1943) 11. Grigory Kravchenko (1912-1943) 12. Konstantin Pamfilov (1901-1943) 13. Emelian Iaroslavski (1878-1943) 14. Klavdiya Nikolayeva (1893-1944) 15. Borís Chápochnikov (1882-1945) 16. Aleksandr Shcherbakov (1901-1945) 17. Vladimir Petrovich Potemkin (1878-1946) 18. Vasily Vakhrushev (1902-1947) 19. Rosalia Zemlyachka (1876-1947) 20. Fiódor Tolbúkhin (1894-1949) 21. Mikhail Vladimirski (1874-1951) 22. Aleksandr Yefremov (1904-1951) 23. Lev Mékhlis (1889-1953) 24. Matvei Shkiryatov (1883-1954) 25. Anatoly Kuzmin (1903-1954) 26. Andrey Vyshinsky (1883-1954) 27. Leonid Govorov (1897-1955) 28. Pavel Alexandrovich Yudin (1902-1956) 29. Ivan Likhachev (1896-1956) 30. Ivan Nosenko (1902-1956) 31. Abraão Pavlovich Avraami Zavenyagin (1901-1956) 32. Vyacheslav Malyshev (1902-1957) 33. Sergei Schuk (1892-1957) 34. Grigori Petrovski (1878-1958) 35. Ivan Tevosian (1902-1958) 36. Gleb Krzhizhanovsky (1872-1959) 37. Igor Kurchatov (1903-1960) 38. Mitrofan Ivanovich Nedelin (1902-1960) 39. Mikhail Khrunichev (1901-1961) 40. Boris Vannikov (1897-1962) 41. Andrey Khrulyov (1892-1962) 42. Alexei Antónov (1896-1962) 43. Nikolai Dygai (1908-1963) 44. Vladimir Kucherenko (1909-1963) 45. Otto Ville Kuusinen (1881-1964) 46. Sergey Biryuzov (1904-1964) 47. Frol Kozlov (1908-1965) 48. Sergei Kurashov (1910-1965) 49. Sergei Koroliov (1907-1966) 50. Alexander Rudakov (1910-1966) 51. Nikolai Ignatov (1901-1966) 52. Elena Stassova (1873-1966) 53. Rodion Malinovsky (1898-1967) 54. Vladimir Komarov (1927-1967) 55. Nikolai Voronov (1899-1968) 56. Iuri Gagarin (1934-1968) 57. Vladimir Seryogin (1922-1968) 58. Vasily Sokolovsky (1897-1968) 59. Konstantin Rokossovsky (1896-1968) 60. Kirill Meretskov (1897-1968) 61. Semion Timoshenko (1895-1970) 62. Andrei Yeremenko (1892-1970) 63. Nikolai Shvernik (1888-1970) 64. Georgi Dobrovolski (1928-1971) 65. Vladislav Volkov (1935-1971) 66. Viktor Patsayev (1933-1971) 67. Matvei Zakharov (1898-1972) 68. Nikolai Krylov (1903-1972) 69. Ivan Konev (1897-1973) 70. Andrei Grechko (1903-1976) 71. Ivan Yakubovsky (1912-1976) | 1. Bill Haywood (1869-1928) 2. Jenő Landler (1875-1928) 3. Arthur MacManus (1889-1927) 4. Charles Ruthenberg (1882-1927) 5. Miron Vladimirov (1879-1925) 6. Dmitri Ustinov (1908-1984) 7. Leonid Kostandov (1915-1984) 8. Arvīds Pelše (1899-1983) 9. Hovhannes Bagramyan (1897-1982) 10. Alexei Kossygin (1904-1980) 11. Fyodor Kulakov (1918-1978) 12. Mstislav Keldysh (1911-1978) 13. Aleksandr Vasilevsky (1895-1977) 14. Gueorgui Júkov (1896-1974) 15. Sergei Kamenev (1881-1936) 16. Alexander Karpinsky (1846-1936) 17. Fritz Heckert (1884-1936) 18. Ivan Tovstukha (1889-1935) 19. Pyotr Smidovich (1874-1935) 20. Valerian Dovgalevsky (1885-1934) 21. Viacheslav Menjinsky (1874-1934) 22. Aleksandr Shteingart (1887-1934) 23. Ilya Usyskin (1910-1934) 24. Andrei Vasenko (1899-1934) 25. Pavel Fedoseenko (1898-1934) 26. Anatóli Lunatcharski (1875-1933) 27. Sen Katayama (1859-1933) 28. Abrão Holtzman (1894-1933) 29. Piotr Baranov (1892-1933) 30. Sergei Gusev (1874-1933) 31. Aleksei Swiderski (1878-1933) 32. Mikhail Olminsky (1863-1933) 33. Alexander Stopani (1871-1932) 34. Kuprian Kirkizh (1888-1932) 35. Mikhail Pokrovski (1868-1932) 36. Pēteris Stučka (1865-1932) 37. Yuri Larin (1882-1932) 38. Vladimir Triandafillov (1894-1931) 39. Mikhail Ivanov Mikhailov (1894-1931) 40. Ivan Ivanovich Lepse (1889-1929) 41. Ivan Skvortsov-Stepanov (1870-1928) 42. Alexander Tsiurupa (1870-1928) 43. Leonid Krasin (1870-1926) 44. Clara Zetkin (1857-1933) |